# Стара Красниця
Стара Красниця — колишнє село в Україні Іванківського району Київської області, що знято з обліку в зв'язку з відселенням мешканців внаслідок аварії на ЧАЕС. До 1986 року входило до Чорнобильського району.
Село розміщується за 32 км від колишнього районного центру Чорнобиль, і за 15 км від залізничної станції Янів.
Виникло ймовірно у 1-й половині XIX ст. Вперше згадується у джерелах 60-х років XIX ст. як село на 10 дворів з населенням у 60 осіб, 1886 року населення зменшилося до 52 осіб.
1900 року мало 22 двори та 125 мешканців, що займалися хліборобством.
Складалося з єдиної вулиці.
На межі 1970-80-х рр. у селі проживало близько 110 мешканців.
Підпорядковувалося Іллінецькій сільській раді.
Напередодні аварії на ЧАЕС у селі проживало 69 мешканців, було 38 дворів.
Село було виселене внаслідок сильного радіаційного забруднення 1986 року, мешканці переселені у села Любомирівка, Вознесенське, Стара Оржиця Згурівського району. Село офіційно зняте з обліку 1999 року за відсутності жителів.
Після Чорнобильської катастрофи село увійшло до 10-кілометрової зони відчуження.
Частина території села згоріла під час лісових пожеж у 2015 році.
Частина території села згоріла під час лісових пожеж у 2020 році.
З кінця лютого до 1 квітня 2022 року село було окуповане російськими військами.